# Quận Kaufman, Texas
Quận Kaufman (tiếng Anh: Kaufman County) là một quận trong tiểu bang Texas, Hoa Kỳ. Quận lỵ đóng ở thành phố Kaufman6. Theo kết quả điều tra dân số năm 2000 của Cục điều tra dân số Hoa Kỳ, quận có dân số 71.313 người.

## Thông tin nhân khẩu
Theo điều tra dân 2 năm 2000, quận đã có 71.313 người, 24.367 hộ gia đình, và 19.225 gia đình sống trong quận. Mật độ dân số là 91/sq mi (35/km ²). Có 26.133 đơn vị nhà ở với mật độ trung bình là 33/sq mi (13/km ²). Cơ cấu dân tộc như sau 81,10% người da trắng, 10,53% da đen hay Mỹ gốc Phi, 0,61% người Mỹ bản xứ, 0,47% người châu Á, 0,02% người đảo Thái Bình Dương, 5,66% từ các chủng tộc khác, và 1,61% từ hai hoặc nhiều chủng tộc. 11,11% dân số là người Hispanic hay Latino thuộc chủng tộc nào.
Có 24.367 hộ, trong đó 39,50% có trẻ em dưới 18 tuổi sống chung với họ, 63,10% là các cặp vợ chồng sống với nhau, 11,30% có chủ hộ là nữ không có mặt chồng, và 21,10% là không lập gia đình. 17,80% của tất cả các hộ gia đình đã được tạo thành từ các cá nhân và 7,50% có người sống một mình 65 tuổi trở lên đã được người. Bình quân mỗi hộ là 2,87 và cỡ gia đình trung bình là 3,24.
Trong quận, độ tuổi dân cư với 29,20% ở độ tuổi dưới 18, 8,20% 18-24, 29,50% 25-44, 22,40% 45-64, và 10,60% người 65 tuổi trở lên. Tuổi trung bình là 35 năm. Cứ mỗi 100 nữ có 97,40 nam giới. Cứ mỗi 100 nữ 18 tuổi trở lên, đã có 94,00 nam giới.
Thu nhập trung bình cho một hộ gia đình trong quận đã được $ 44.783, và thu nhập trung bình cho một gia đình là $ 50,354. Nam giới có thu nhập trung bình $ 35.537 so với 26.494 $ cho phái nữ. Thu nhập trên đầu cho các quận được $ 18,827. Giới 7,80% gia đình và 10,50% dân số sống dưới mức nghèo khổ, trong đó có 13,30% những người dưới 18 tuổi và 11,80% có độ tuổi từ 65 trở lên.